# Mike Bidlo

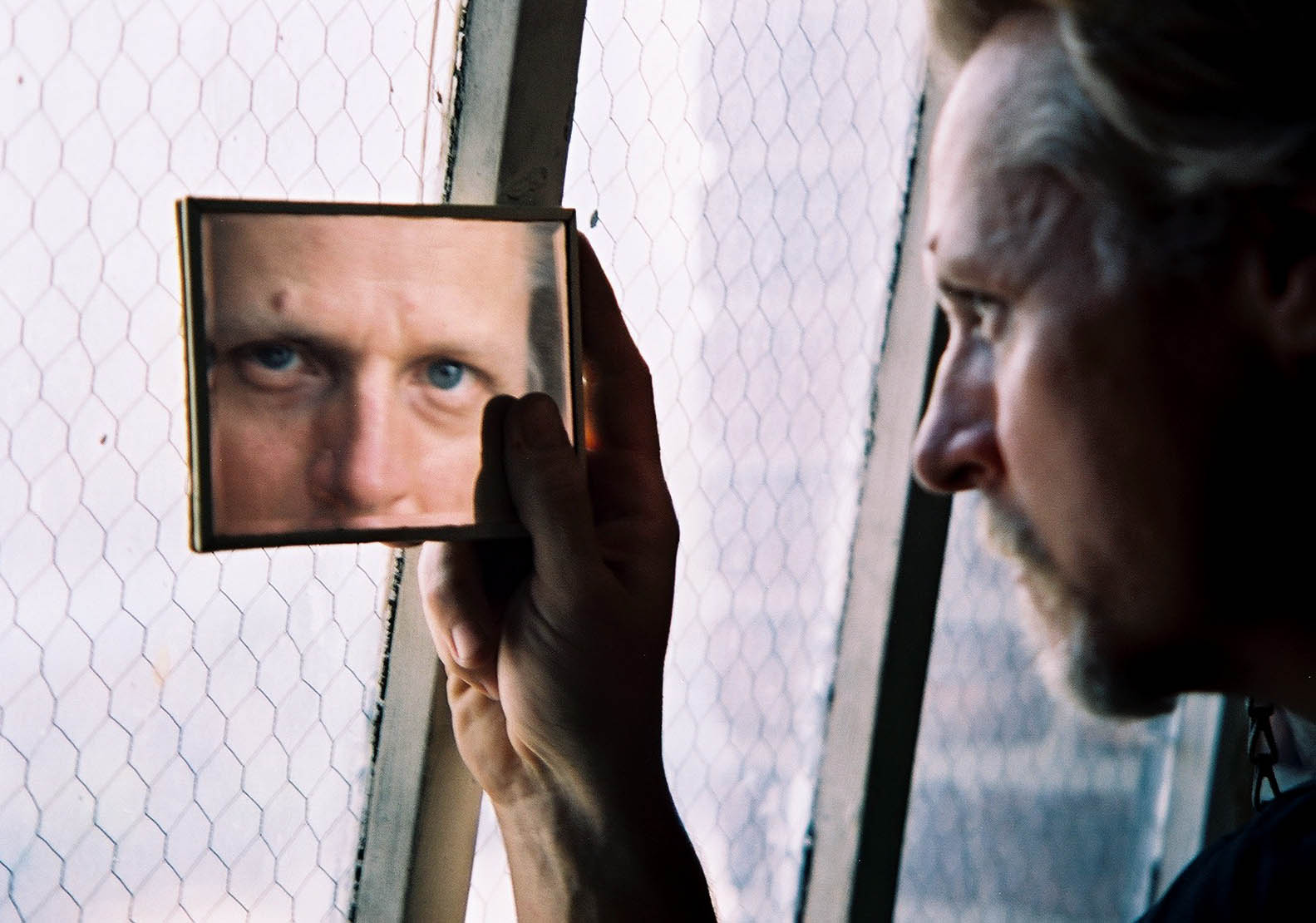
Mike Bidlo, 2005

Mike Bidlo (* 20. Oktober 1953 in Chicago) ist ein US-amerikanischer Künstler.
Bildo studierte an der University of Illinois sowie an der Columbia University.

## Werk
Er ist ein Vertreter der Appropriation Art. Bidlo führte eine Performance nach einer biografischen Anekdote durch, bei der er als Jackson Pollock verkleidet in einen offenen Kamin urinierte. Für seine Ausstellungen ließ er Kunstwerke von Andy Warhol oder Constantin Brâncuși in Serie fertigen. Gegenwärtig produziert er Tausende von Zeichnungen und Modellen des Ready-made Fountain von Marcel Duchamp. Duchamps Ready-made gilt als eines der wichtigsten Kunstwerke der Moderne. Man kann Bidlos Projekt daher sowohl als Hommage an Duchamp wie als symbolische Abarbeitung am Generationenkonflikt verstehen.

## Öffentliche Sammlungen
Italien
- Trevi Flash Art Museum Of Contemporary Art, Trevi